# شهرستان لیبرتی (فلوریدا)
شهرستان لیبرتی، فلوریدا (به انگلیسی: Liberty County, Florida) یک سکونتگاه مسکونی در ایالات متحده آمریکا است که در فلوریدا واقع شده‌است.

## خصوصیات
شهرستان لیبرتی ۲٬۱۸۳٫۳۷ کیلومترمربع مساحت دارد.